# Tony Clarke (baron Clarke de Hampstead)
Pour les articles homonymes, voir Clarke.
Anthony James Clarke, baron Clarke de Hampstead, (appelé Tony,  né le 17 avril 1932) est un syndicaliste et homme politique du parti travailliste britannique.

## Biographie
Ancien télégraphe et facteur, Clarke devient en 1979 un permanent à plein temps de l'Union des postiers, qui en 1980 devient l'Union des travailleurs de la communication (UCW). Il édite le journal UPW "The Post" en 1979 et est secrétaire général adjoint de l'UCW de 1981 à 1993.
Clarke est membre du Comité exécutif national du Parti travailliste de 1983 à 1993 et est président du Parti travailliste de 1992 à 1993.
Il est nommé Commandeur de l'Ordre de l'Empire britannique (CBE) lors des honneurs du Nouvel An 1998. Il est créé pair à vie le 29 juillet 1998, en tant que baron Clarke de Hampstead, de Hampstead dans le Borough londonien de Camden. Il préside le groupe de travail créé pour enquêter sur les causes des troubles à Burnley en 2001.
En mai 2009, il a admis avoir «manipulé» ses dépenses pour compenser l'absence de salaire.